# Tôtes
Tôtes – miejscowość i gmina we Francji, w regionie Normandia, w departamencie Sekwana Nadmorska.
Według danych na rok 1990 gminę zamieszkiwało 1059 osób, a gęstość zaludnienia wynosiła 139 osób/km² (wśród 1421 gmin Górnej Normandii Tôtes plasuje się na 216. miejscu pod względem liczby ludności, natomiast pod względem powierzchni na miejscu 492.).

## Miejscowości partnerskie
- Bleckede, (Niemcy)